# Intelligence comportementale
L'intelligence comportementale, est la capacité d'un individu à comprendre et influencer les interactions sociales grâce à la perception de son propre comportement et de celui des autres dans diverses situations,. Elle englobe la capacité à interpréter, prédire et adapter ses actions en fonction des indices internes et externes. L'intelligence comportementale va au-delà des notions traditionnelles d'intelligence et est une compétence vitale dans la société contemporaine, notamment dans les contextes interpersonnels et professionnels.
Historiquement, la psychologie se concentre principalement sur l'étude de l'esprit humain et du comportement, englobant des processus cognitifs tels que la perception, l'évaluation, le traitement et l'appréciation de l'information, conduisant à diverses réponses comportementales. Le comportement est la manifestation extérieure des processus cognitifs internes et peut être déclenché par des processus automatisés et inconscients ou par des décisions délibérées et conscientes. Ces comportements sont influencés par la façon dont les individus perçoivent leur environnement externe et s'y naviguent, façonnés par des représentations internes du monde qui les entoure.

## Contexte
L'intelligence comportementale, dérivée de l'intelligence émotionnelle, est un concept popularisé dans les environnements professionnels modernes. Elle englobe la capacité à comprendre, gérer et utiliser ses propres émotions et celles des autres pour améliorer les interactions sociales et atteindre des objectifs communs.

### Impression de soi
La capacité à gérer l'impression de soi est une composante essentielle de l'intelligence comportementale. Les impressions se forment rapidement, avec des jugements sur des traits tels que l'extraversion, la fiabilité, la compétence et l'amabilité. Les gens prennent des décisions sur la coopération ou l'évitement des autres basées sur ces premières impressions.
Ainsi, être conscient de l'impression que l'on donne et la façonner activement peut faciliter des interactions positives et l'atteinte des objectifs. La communication non verbale, la régulation émotionnelle et la capacité à influencer et contrôler les situations sociales sont des compétences d'une importance capitale et souvent plus difficiles à acquérir que les compétences spécifiques à un rôle.

### Intéraction
Dans le cadre d'une interaction de vente entre un représentant commercial et un prospect, obtenir un résultat souhaité, c'est-à-dire conclure une affaire, implique une gamme de compétences, y compris la persuasion et la négociation. La personnalité du représentant commercial, façonnée par la gestion de l'impression, peut influencer de manière significative ces processus de prise de décision. Par exemple, des impressions de compétence élevée peuvent améliorer l'efficacité de la persuasion,.

## Applications de l'intelligence comportementale
Un certain nombre d'entreprises utilisent l'intelligence comportementale pour résoudre certains problèmes dans différentes industries et milieux académiques,. Des plateformes d'intelligence comportementale émergent également pour assister les individus ainsi que les entreprises,,.